# میشائیل فرهوفن
میشائیل فرهوفن (آلمانی: Michael Verhoeven؛ ۱۳ ژوئیهٔ ۱۹۳۸ – ۲۲ آوریل ۲۰۲۴) کارگردان فیلم و فیلم‌نامه‌نویس اهل آلمان بود. وی در سال ۱۹۹۰ میلادی، برندهٔ جایزه خرس نقره‌ای برای بهترین کارگردان شد.
از فیلم‌ها یا برنامه‌های تلویزیونی‌ای که وی در آنها نقش داشته‌است، می‌توان به او.کی. اشاره کرد.